# 江作昭
江作昭（1921年—？），男，安徽婺源（今属江西）人，中国无机非金属材料专家，曾任清华大学教授、博士生导师。